# Johann Georg Wagler

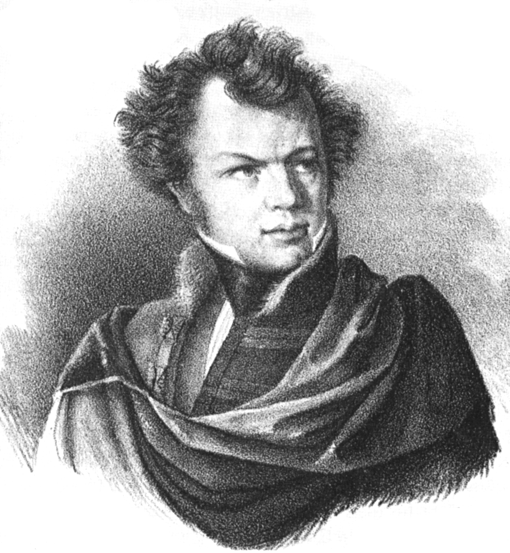
Johann Georg Wagler

Johann Georg Wagler (* 28. März 1800 in Nürnberg; † 23. August 1832 in Hofmark Moosach, Königreich Bayern) war ein deutscher Zoologe und Herpetologe.

## Leben
Nach Beendigung des Gymnasiums in seiner Heimatstadt begann er im Jahre 1818 als Student an der Universität Erlangen seine wissenschaftlichen Studien. Er war der Assistent („Adjunkt“) des berühmten Naturwissenschaftlers Johann Baptist von Spix nach dessen Rückkehr von seiner Brasilien-Reise, er wurde aber nicht dessen Nachfolger. Er hielt zunächst in der medizinisch-praktischen Lehranstalt und nach dem Umzug der Ludwig-Maximilians-Universität München von Landshut nach München (1827) an der Universität Vorlesungen. Ein Werk mit sehr schönen Abbildungen (Lithographien) wurde erst jüngst wieder bekannt. Wagler arbeitete nach dessen Tod im Jahr 1826 an dem umfangreichen Material, welches Spix aus Brasilien mitgebracht hatte. Insbesondere beschrieb er die von Spix in Brasilien gesammelten Schlangen (1824). In seiner Monographia Psittacorum (1832) benannte er den Spixara nach seinem Entdecker. Spix hat diese Art entdeckt und beschrieben, jedoch ungültig benannt (Homonym).
Wagler, der mit der der königlichen Hofkapellsängerin Nannette Pestl verheiratet war, wurde 1827 als außerordentliches Mitglied in die Bayerische Akademie der Wissenschaften gewählt. Am 23. August 1832 starb er im Alter von 32 Jahren in der königlichen Fasanerie „Oberer Fasangarten“ in Moosach an den Folgen einer Schussverletzung, die er sich versehentlich selbst zugefügt hatte.

## Nach ihm benannte Tierarten bzw. -unterarten
- Kolumbiasittich (Psittacara wagleri (Gray, GR, 1845))[6]
- Waglerarassari (Aulacorhynchus wagleri (Sturm & Sturm, 1841))[7], von einigen Wissenschaftlern auch als Unterart des Laucharassaris (Aulacorhynchus prasinus wagleri) angesehen
- Wagler-Trupial (Icterus wagleri Sclater, PL, 1857)[8]
- Wagler-Baumläufer (Lepidocolaptes wagleri), von einigen Wissenschaftlern auch als Unterart des Fleckenbauch-Baumsteigers (Lepidocolaptes squamatus wagleri (von Spix, 1824))[9] angesehen.
- Rotbauchguan (Ortalis wagleri (Gray, GR, 1867))[10]
- Rotkopf-Stirnvogel (Psarocolius wagleri (Gray, GR, 1844))[11]
- Waglers Lanzenotter (Tropidolaemus wagleri (Boie, 1827))[12]
- Sizilianische Mauereidechse (Podarcis waglerianus Gistel, 1868)[13]

Alfred Malherbe beschrieb 1861 Picus wagleri, heute als Synonym für den Sprenkelbrustspecht (Dendrocopos analis (Bonaparte, 1850)), George Robert Gray 1871 Chettusia Wagleri, heute ein Synonym für den Steppenkiebitz (Vanellus gregarius (Pallas, 1771)), René Primevère Lesson 1829 Оrnismуа Waglerii, ein Synonym für den Blaukopfkolibri (Cyanophaia bicolor (Gmelin, JF, 1788)), Frederick DuCane Godman und Osbert Salvin 1895 Melanerpes wagleri, ein Synonym für den Rotkappenspecht (Melanerpes rubricapillus (Cabanis, 1862)) und Philip Lutley Sclater 1860 Pygoscelis wagleri, ein Synonym für den Eselspinguin (Pygoscelis papua (Forster, JR, 1781)).

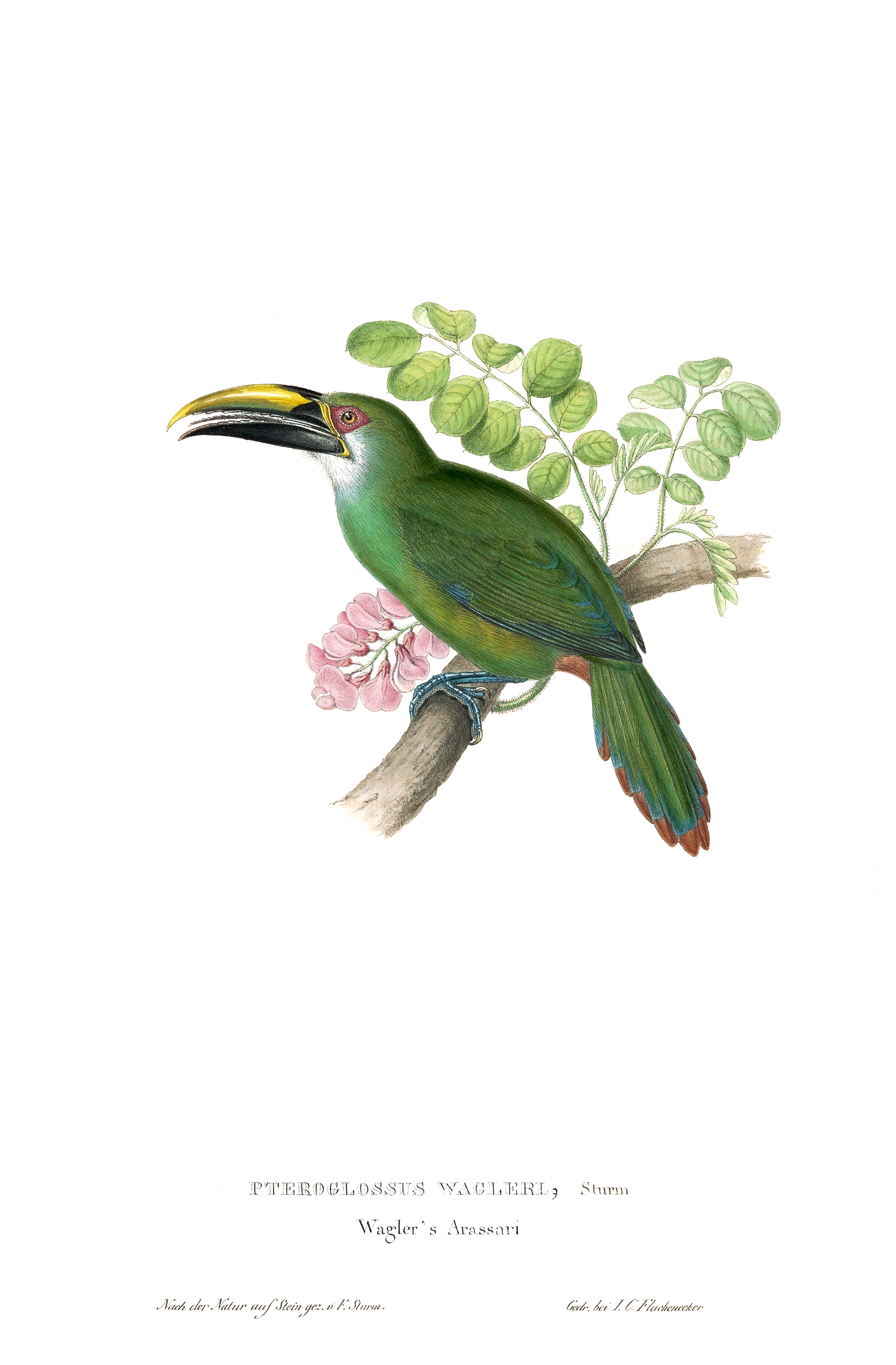
Waglerarassar illustriert Johann Heinrich Christian Friedrich Sturm als Teil der Erstbeschreibung
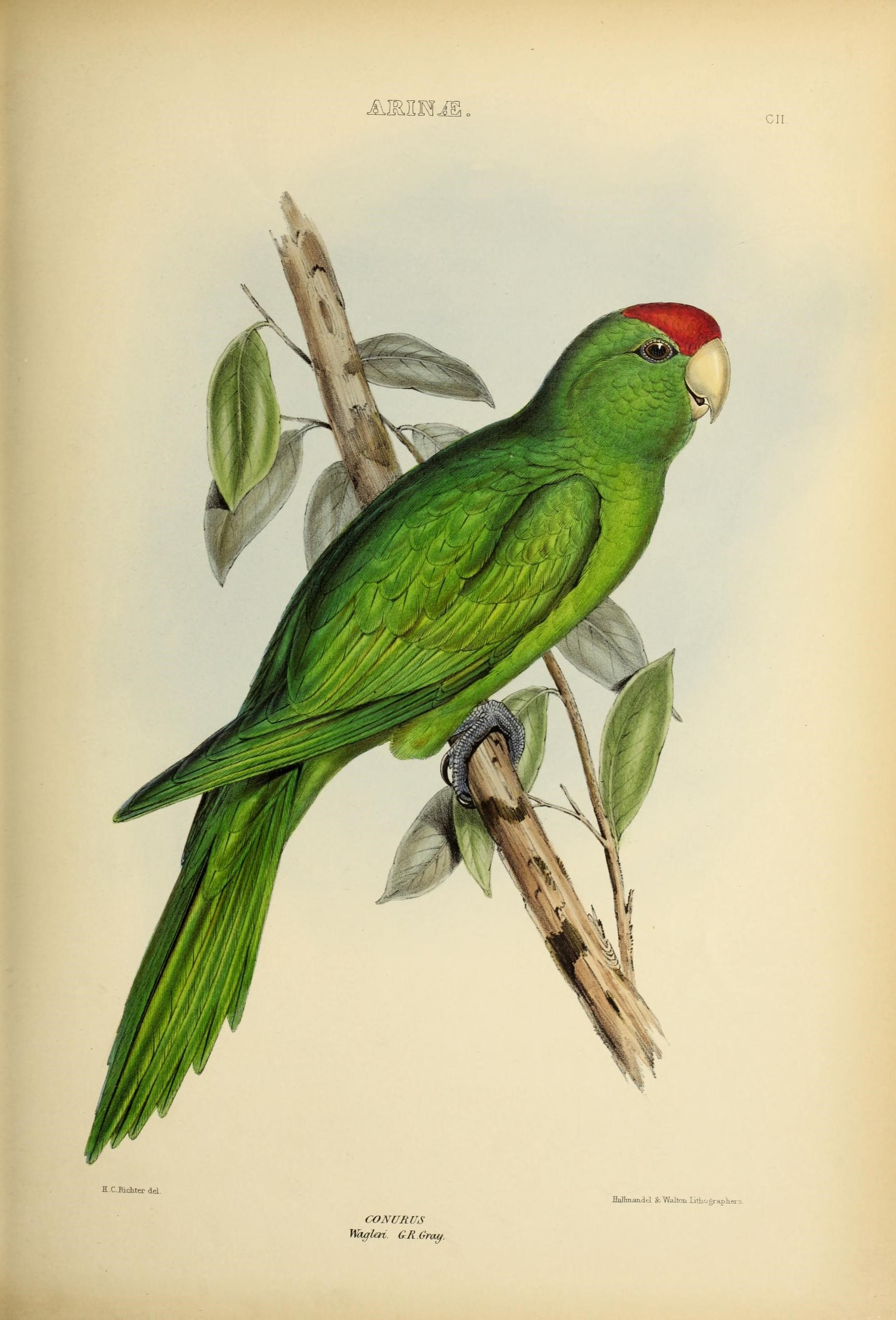
Kolumbiasittich illustriert von Henry Constantine Richter als Teil der Erstbeschreibung
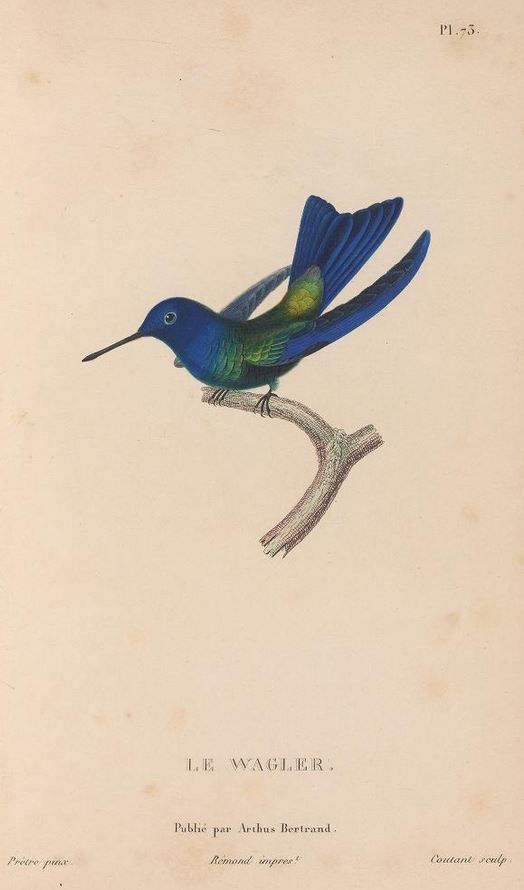
Le Wagler Оrnismуа Waglerii illustriert von Jean-Gabriel Prêtre
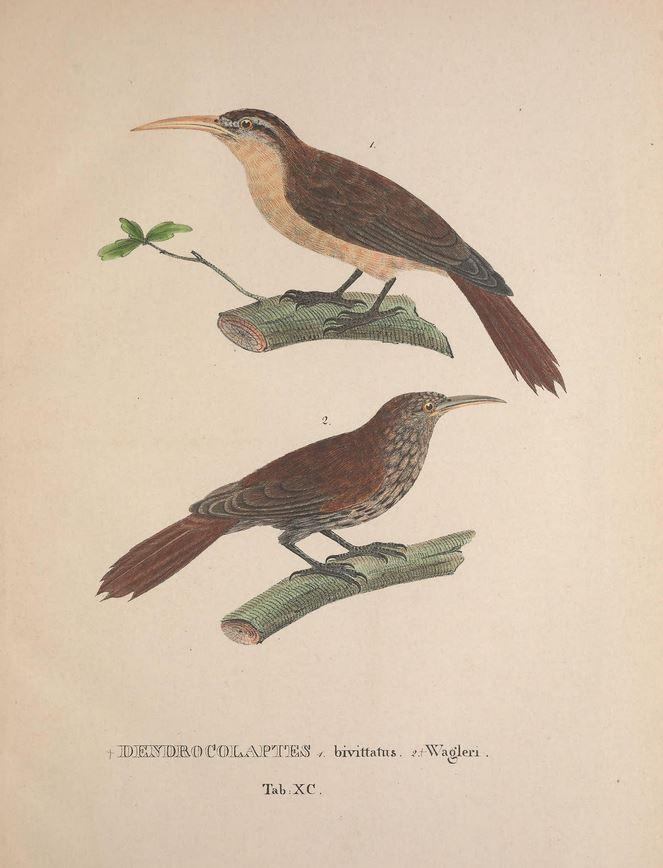
Lepidocolaptes squamatus wagleri (Figur 2) illustriert von Karl Friedrich Philipp von Martius (1794–1868)
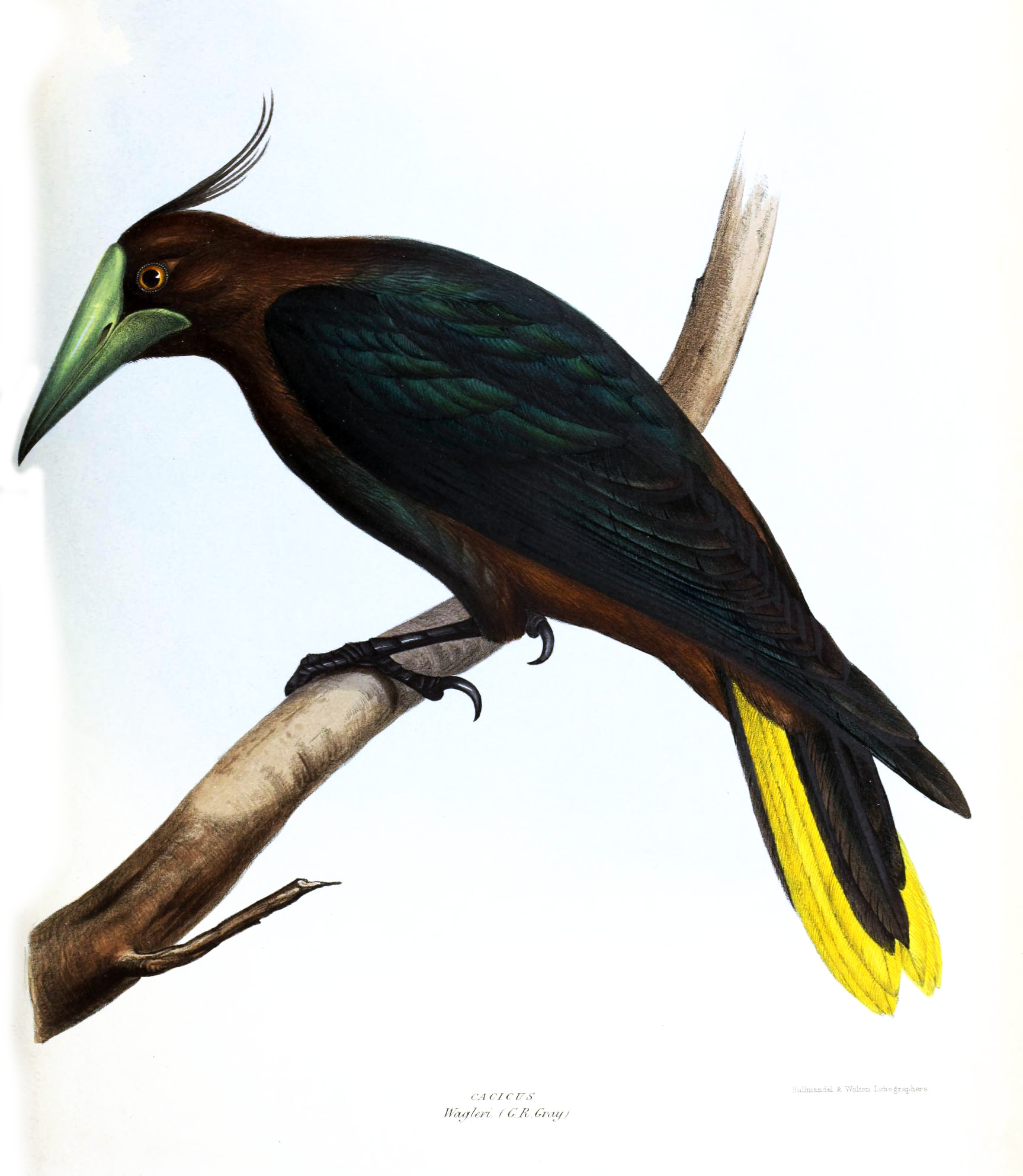
Rotkopf-Stirnvogel illustriert von David William Mitchell (1813–1859)
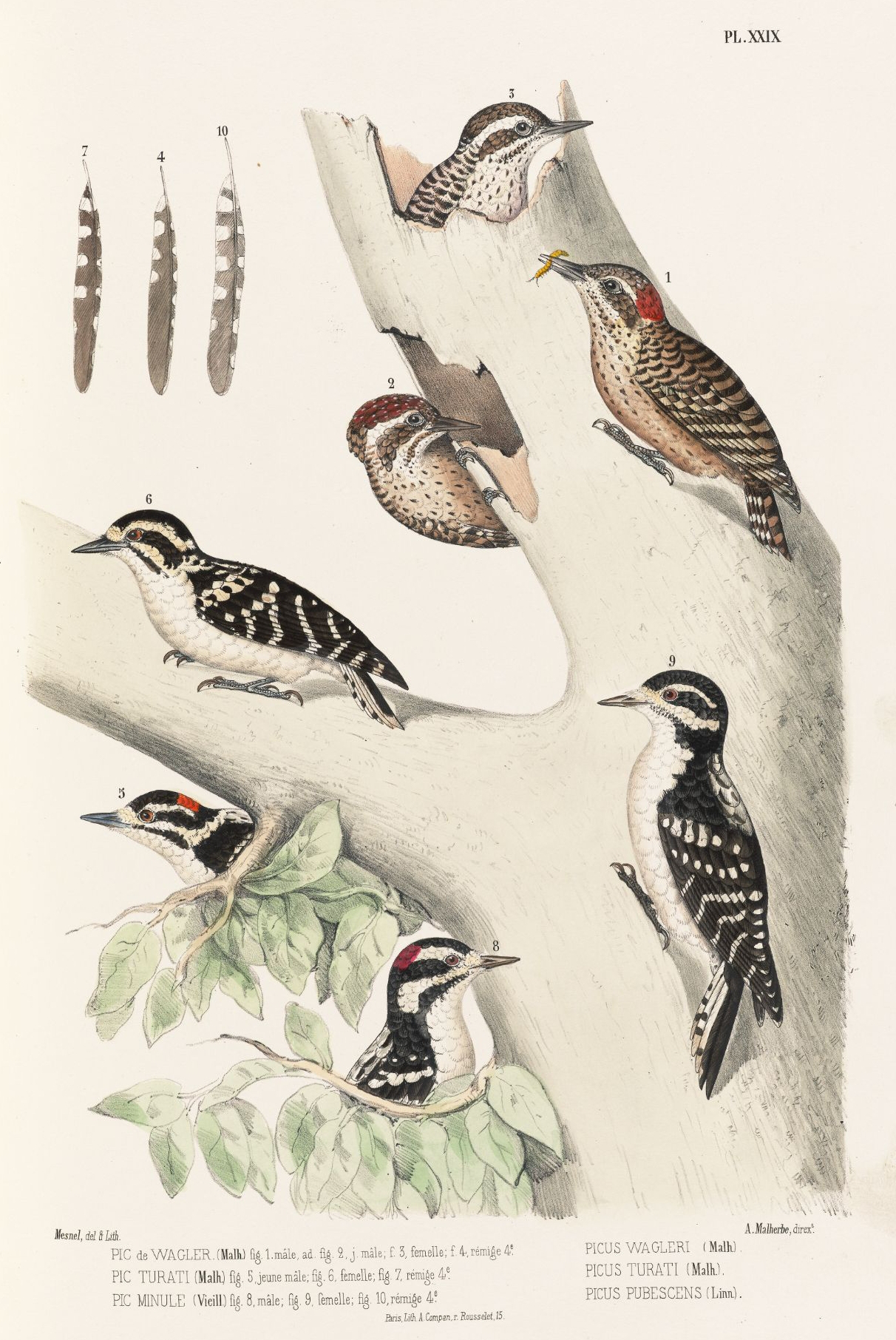
Picus wagleri (Figur 1) illustriert von Malherbe

## Werke
- Die Amphibien. Heft I. Joh.  Bernh. Geyer, Nürnberg 1821 (epub.ub.uni-muenchen.de [PDF]).
- in Johann Baptist von Spix: Serpentum Brasiliensium species novae, ou histoire naturelle des espèces nouvelles de serpens, recueilles et observées pendant le voyage dans l'intérieur du Brésil, dans les années 1817, 1818, 1819, 1820 exécuté par ordre de sa Majesté le Roi de Bavière. Typis Franc. Seraph. Hübschmanni, München 1824 (biodiversitylibrary.org).
- Systema Avium. Sumtibus J.G. Cottae, Stuttgart 1827 (biodiversitylibrary.org).
- Beyträge und Bemerkungen zu dem ersten Bande seines Systema Avium. In: Isis von Oken. Band 22, Nr. 5, 1829, S. 505–519 (biodiversitylibrary.org).
- Beyträge und Bemerkungen zu dem ersten Bande seines Systema Avium. In: Isis von Oken. Band 22, Nr. 6, 1829, S. 645–664 (biodiversitylibrary.org).
- Beyträge und Bemerkungen zu dem ersten Bande seines Systema Avium. In: Isis von Oken. Band 22, Nr. 7, 1829, S. 736–762 (biodiversitylibrary.org).
- Revisio generis Pipra. In: Isis von Oken. Band 23, Nr. 9, 1830, S. 928–943 (biodiversitylibrary.org).
- Revisio generis Penelope. In: Isis von Oken. Band 23, Nr. 11, 1830, S. 1109–1112 (biodiversitylibrary.org).
- Einige Mittheilungen über Thiere Mexicos. In: Isis von Oken. Band 24, Nr. 5, 1831, S. 510–535 (biodiversitylibrary.org).
- Mittheilungen über einige merkwürdige Thiere. In: Isis von Oken. Band 25, Nr. 3, 1832, S. 275–320 (biodiversitylibrary.org).
- Neue Sippen und Gattungen der Säugthiere und Vögel. In: Isis von Oken. Band 25, Nr. 11, 1832, S. 1218–1235 (biodiversitylibrary.org).
- Descriptiones et icones amphibiorum. Sumtibus J.G. Cottae, München, Stuttgart, Tübingen (biodiversitylibrary.org – Teil 1, Tafeln 1-12 & Text (1828), Teil 2 (1830) Tafeln 13-24 & Text, Teil 3 (1833) Tafeln 25-36 & Text).
- Monographia Psittacorum. George Jaquet, München 1832 (biodiversitylibrary.org).
- Monographia Psittacorum. George Jaquet, München 1835 (biodiversitylibrary.org).